# Melchior Ascaride
Melchior Ascaride est un graphiste, illustrateur et auteur de romans graphiques français. Depuis 2013, il est directeur artistique de la maison d'édition Les Moutons électriques, travail pour lequel il a reçu le Prix Imaginales 2016, catégorie « Illustration ». 

## Biographie
Après une licence en Arts plastiques à l'Université d'Aix-Marseille en 2005, il est diplômé de l'ECV (École de communication visuelle) Provence en 2009. L'année suivante, il crée le studio graphique VIKING Designers. 
Prenant la relève de Sébastien Hayez, il s'occupe depuis 2013 de l'identité visuelle de la maison d'édition Les Moutons électriques, dont il réalise les couvertures. Pour l'éditeur André-François Ruaud, « ce fut véritablement la rencontre avec une esthétique, avec une approche des livres qui nous convenait idéalement ».
Il travaille également comme graphiste pour des jaquettes de DVD pour Elephant Films.
Il s'associe avec les auteurs Julien Bétan et Mathieu Rivero pour créer deux romans graphiques : Tout au milieu du monde en 2017 et Ce qui vient la nuit en 2019. Christian Rosset dit des deux livres qu'ils sont « débordants d’idées graphiques », « ce qu’on y saisit, et qui nous retient, est incarné – vivant ».
En 2019, il crée la maison d'édition Moltinus, qui reprend deux collections des moutons électriques, Les Saisons de l'étrange et Le Rayon vert.
En solo, il publie une réécriture du mythe d'Orphée et Eurydice, Eurydice déchaînée en 2021.

## Romans graphiques
- Melchior Ascaride, Julien Bétan et Mathieu Rivero, Tout au milieu du monde, Les Moutons électriques, 2017, 144 p. (ISBN 978-2361833565).
- Melchior Ascaride, Julien Bétan et Mathieu Rivero, Ce qui vient la nuit, Les Moutons électriques, 2019, 152 p. (ISBN 978-2361835606).
- Melchior Ascaride et Jean-Philippe Jaworski, Désolation, Les Moutons électriques, 144 p. (ISBN 978-2-36183-615-3).
- Melchior Ascaride, Eurydice déchaînée, Les Moutons électriques, 2021, 140 p. (ISBN 978-2361837198).
- Melchior Ascaride et Nicolas Texier, Fumée, Les Moutons électriques, 2022 (ISBN 978-2-36183-820-1).

## Distinction
- Prix Imaginales 2016, catégorie « Illustration », pour l'identité graphique des Moutons électriques[10]
- Prix Imaginales 2018, catégorie « Prix spécial du jury », pour Tout au milieu du monde[11]